# Buddhista szerzetesség
A buddhista szerzetesség az egyik legrégibb fennmaradt szervezett szerzetesrend a vallások történetében, egyben a buddhizmus egyik legalapvetőbb intézménye. A történelmi Buddha tanításainak megőrzéséről és a világi embereknek való útmutatásról a buddhista szerzetesek és apácák (bhikkhuk és bhikkhunik) gondoskodnak.

## Története és fejlődése
A buddhista szerzetesek és apácák rendjét Gautama Buddha alapította életében, mintegy 2500 évvel ezelőtt. A buddhista rend a korábbi vándorló aszkéták életstílusából másolt, akiknél korábban maga Buddha is tanult egy ideig. Nem törekedtek a teljes elvonulásra vagy a remeteségre. A buddhista közösség, a szangha a környező népek világi embereire támaszkodott az alapvető élelmiszerek és ruházkodás (kasaja) kapcsán. A szangha cserébe segítette őket spirituális tanácsokkal. A szerzetesek egyedül vagy csoportban – egy tanár és diákjai vagy barátok – közlekedtek. A települések szélén éltek és az erdőkbe jártak meditálni. Ekkoriban még nem léteztek kolostorok sem. A szerzetesektől és apácáktól elvárták, hogy minimális anyagi javaik legyenek, amelyeket önként ajánlottak fel a világi közösség tagjai. Tőlük kapták a napi betevőjüket és alkalomadtán el is szállásolták őket. Buddha idején számos vagyonos család ajándékozott kertet és egyéb menedéket a szerzetesek és apácák részére, hogy legyen hol tölteniük az esős évszakot. Ebből kétféle hagyomány alakult ki később, amelyeket a vinajában található Mahavagga rész és a Varszavasztu szövegek a következőképpen írnak le:
1. avásza: ideiglenes ház a rend számára (vihára). Általában egy-egy ilyen házban több szerzetes is megszállt, mindenki a saját cellájában, amit parivena-nak neveztek.
2. áráma: egy sokkal tartósabb és kényelmesebb épület, amelyet általában egy vagyonos ember adományozott. Ezekhez gyakran tartozott gyümölcsös és park is.[1]

Az egyik leghíresebb áráma volt Buddha egyik tanítványának, Anathapindikának árámája, amelyet Dzseta herceg ligetében építettek, és amelynek értéke 1,8 millió arany darab volt.
Buddha parinirvánája után a buddhista szerzetesrend elsősorban koinobitikus mozgalommá vált. Az együtt élő közösség gyakorlata az esős vassza évszakból fokozatosan bővült ki az év többi szakára is. A szerzetesek és apácák által követett szabályzatok - a prátimoksa - többsége tartalmazza a rend tagjainak közösségi viszonyait. A szabályok száma szerzetesrendenként változó. A théraváda szerzetesek 227 szabályt követnek, az apácák ennél jóval többet.

## Szerzetesi élet
A buddhista szerzetesrend hagyományosan két nagy gyülekezetre van osztva: a szerzetesekre (bhikkhu) és az apácákra (bhikkhuni). Legelőször Buddha tanítványai csak férfiakból álltak, azonban Buddha nevelőanyja Mahá Padzsápatí Gótamí kérésére és Ánanda közbenjárásával egyszerre 500 nő kapta meg az engedélyt, hogy belépjen a szanghába. A vadzsrajána hagyományban nem alakult ki bhikkhuni hagyományvonal (Tibet és Nepál), viszont a mai napig léteznek a kelet-ázsiai közösségekben, és 2007 óta több helyen is sikerült újra feléleszteni vonalakat.

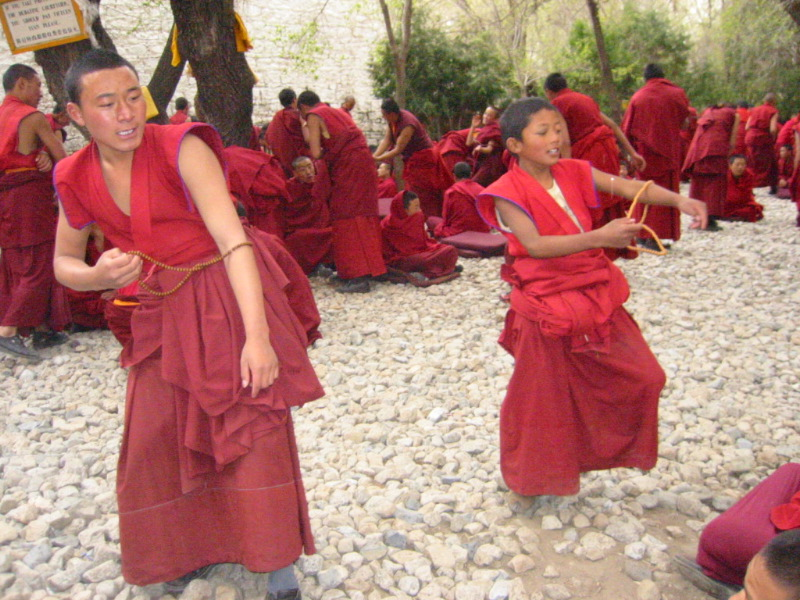
Fiatal buddhista szerzetes Tibetben.

A szerzetesek és az apácák a buddhista közösségben számos szerepet töltenek be. Első és legfontosabb, hogy őrizzék meg a tanokat és tartsák be a szabályokat. Élő példát kell mutatniuk a világi közösség számára és segíteniük kell a világi embereket abban, hogy ők is erényekre tehessenek szert. Ezt úgy tehetik, ha ajándékot adnak az egyházi személyeknek. Cserébe a szerzetesektől és apácáktól elvárják, hogy aszkéta életet éljenek, tanulmányozzák a tanokat és végezzenek meditációkat.
A bhikkhuk és a bhikkhunik legelőször növendékek lesznek (srámanéra és srámanéri), amely néhány évig tart. Bizonyos feltételeknek meg kell felelni mielőtt valakit felvesznek a buddhista közösségbe - például 7 és 70 év között, nem szegte még meg a sílát (magaviseleti szabályok csoportja). A fiú növendékek rendszerint igen fiatal korban beállnak srámanérának, de legtöbbször 8 éves kor után. A nők általában csak felnőttkorban állnak be srámanérinek, mivel feléjük nincs semmilyen elvárás sem. A srámanérák a tíz buddhista szabály szerint élnek és nem vonatkozik rájuk még a szerzetesek összes szabálya - vinaja. A magasabb - bhikkhu és bhikkhuni - szintekbe nem nyerhetnek felvételt a 20 évnél fiatalabbak. A nők esetében hasonló a rendszer, az ő esetükben azonban általában öt évig maradnak srámanériként. Thaiföldön a szerzeteseket a közösség jó kezekben tartja, amiért cserébe ők spirituális segítséget nyújtanak. A bhikkhuk és bhikkhunik eskütétel után "leadhatják" esküjüket és visszatérhetnek a világi életbe. Ezt követően később újból felvehetik esküjüket és visszafogadhatja őket a szangha. A vinaja szerint a bhikkhunikra ez a szabály nem vonatkozik, ha egyszer egy bhikhuni leadta a fogadalmát, többé nem veheti őt vissza a szangha abban az életben. A bhikkhuk akár hétszer is felvehetik és leadhatják fogadalmukat. A vinaja szabályainak megszegése bizonyos súlyos esetekben a rendből való kizárással járhat arra az életre. Burmában, Tajvanban és Hongkongban néha a világi emberek egy hétre vagy egy hónapra is fogadalmat tehetnek. Thaiföldön jelenleg csak a férfiak számára van ilyen lehetőség.
A fegyelmi szabályok arra hivatottak, hogy a szerzetesek és apácák számára lehetővé tegyék az egyszerű és összpontosított életvitelt, nem az aszkézis a fontos. A nőtlenség és hajadonság fontos különbségtétel egy szerzetes és egy háztulajdonos között. A hagyománytól függően a szerzetesek csak napi egyszer étkezhetnek, és csak a világi emberek adományaiból, vagy a kolostor konyhájából, amit a világi közösség adományaiból tartanak fent.
A keresztény szerzetességgel ellentétben a buddhista szerzeteseknek nem kell engedelmeskedni semmilyen felsőbb hatalomnak. Azonban elvárás, hogy a felsőbb szinten álló szerzetesek felé tiszteletet mutassanak (a thai hagyományban az számít felsőbb szintű szerzetesnek, aki már több esős évszakban vett részt elvonuláson). Buddha nem jelölt ki utódot, és senki nem köteles engedelmeskedni a szerzetesi szabályoknak. Az egyes csoportok együttesen hoznak döntéseket a közösség rendszeres gyűlésein. Ekkor döntenek szabályszegésekről, és a kommunális javak elosztásáról. A tanító-tanítvány kapcsolatokat is megvitatják, de nincsenek előírt szabályok, sem parancshozók. Egy apát vagy apáca van általában megbízva azzal, hogy a napi adminisztrációkat elvégezze, és kijelölhet másokat, hogy segítséget nyújtsanak neki. Egyes hagyományokban ezeket a szerepeket szavazással döntik el, más hagyományokban a világi közösség választja ki őket - például Thaiföldön.

### A buddhizmuson belül
- Bhikkhu (szerzetes)
- Bhikkhuni (apáca)
- Srámanéra
- Srámanéri
- Háztulajdonos
- Upászaka
- Upásziká
- Menedékvétel
- Elkötelezettség
- Púdzsa
- Anágárika
- Ácsán
- Szejádó
- Zen mester
- Láma
- Buddhista etika
- Gréko-Buddhista szerzetesség
- Szangha

## Egyéb
- Kolostor
- Szerzetes